# Делорейн-Вінчестер
Делорейн-Вінчестер (англ. Deloraine-Winchester) — муніципалітет в Канаді, у провінції Манітоба.

## Населення
За даними перепису 2016 року, муніципалітет нараховував 1489 осіб, показавши зростання на 0,3%, порівняно з 2011-м роком. Середня густина населення становила 2 осіб/км².
З офіційних мов обидвома одночасно володіли 30 жителів, тільки англійською — 1 415, а 5 — жодною з них. Усього 60 осіб вважали рідною мовою не одну з офіційних.
Працездатне населення становило 70,9% усього населення, рівень безробіття — 2,8% (2,2% серед чоловіків та 3,5% серед жінок). 75,3% осіб були найманими працівниками, а 24,7% — самозайнятими.
Середній дохід на особу становив $39 968 (медіана $33 536), при цьому для чоловіків — $42 738, а для жінок $37 118 (медіани — $38 528 та $28 710 відповідно).
27,5% мешканців мали закінчену шкільну освіту, не мали закінченої шкільної освіти — 27,1%, 45,4% мали післяшкільну освіту, з яких 22,8% мали диплом бакалавра, або вищий.
| Статево-вікова структура населення | Статево-вікова структура населення | Статево-вікова структура населення | Статево-вікова структура населення | Статево-вікова структура населення |
| ---------------------------------- | ---------------------------------- | ---------------------------------- | ---------------------------------- | ---------------------------------- |
|                                    |                                    |                                    |                                    |                                    |
| Всього                             | Всього                             | 49,8%50,2%                         |                                    |                                    |
| 0 — 14 років                       | 0 — 14 років                       |                                    | 15,4%                              | 15,4%                              |
| 15 — 64 років                      | 15 — 64 років                      |                                    | 58,1%                              | 58,1%                              |
| 65 і більше                        | 65 і більше                        |                                    | 26,5%                              | 26,5%                              |
| 85 і більше                        | 85 і більше                        |                                    | 5,4%                               | 5,4%                               |
| Середній вік (років)               | Середній вік (років)               | 45,348,0                           | 46,6                               | 46,6                               |
| Медіана (років)                    | Медіана (років)                    | 49,252,0                           | 50,9                               | 50,9                               |
| — чоловіки — жінки                 |                                    |                                    |                                    |                                    |

| Походження мешканців:     | Походження мешканців:     | Походження мешканців: | Походження мешканців: | Походження мешканців: |
| ------------------------- | ------------------------- | --------------------- | --------------------- | --------------------- |
| Походження                |                           |                       | осіб                  | %                     |
| Корінні американці        | Корінні американці        |                       | 145                   | 10%                   |
| Інше північноамериканське | Інше північноамериканське |                       | 405                   | 27.93%                |
| Європейське               | Європейське               |                       | 1 285                 | 88.62%                |
| британське                | британське                |                       | 900                   | 62.07%                |
| французьке                | французьке                |                       | 185                   | 12.76%                |
| українське                | українське                |                       | 100                   | 6.9%                  |
| Азійське                  | Азійське                  |                       | 50                    | 3.45%                 |

| Зайнятість населення за галузями (за класифікацією NOC): | Зайнятість населення за галузями (за класифікацією NOC): | Зайнятість населення за галузями (за класифікацією NOC): | Зайнятість населення за галузями (за класифікацією NOC): | Зайнятість населення за галузями (за класифікацією NOC): |
| -------------------------------------------------------- | -------------------------------------------------------- | -------------------------------------------------------- | -------------------------------------------------------- | -------------------------------------------------------- |
|                                                          |                                                          |                                                          |                                                          |                                                          |
| Управління                                               | Управління                                               |                                                          | 23,6%                                                    | 23,6%                                                    |
| Бізнес, фінанси та адміністрування                       | Бізнес, фінанси та адміністрування                       |                                                          | 12,4%                                                    | 12,4%                                                    |
| Природничі та прикладні науки                            | Природничі та прикладні науки                            |                                                          | 2,2%                                                     | 2,2%                                                     |
| Охорона здоров'я                                         | Охорона здоров'я                                         |                                                          | 7,9%                                                     | 7,9%                                                     |
| Освіта, правозахист, муніципальні та урядові служби      | Освіта, правозахист, муніципальні та урядові служби      |                                                          | 8,4%                                                     | 8,4%                                                     |
| Мистецтво, культура, відпочинок та спорт                 | Мистецтво, культура, відпочинок та спорт                 |                                                          | 1,1%                                                     | 1,1%                                                     |
| Роздрібна торгівля та послуги                            | Роздрібна торгівля та послуги                            |                                                          | 19,7%                                                    | 19,7%                                                    |
| Гуртова торгівля, транспорт та обладнання                | Гуртова торгівля, транспорт та обладнання                |                                                          | 10,7%                                                    | 10,7%                                                    |
| Природні ресурси, сільське господарство                  | Природні ресурси, сільське господарство                  |                                                          | 11,8%                                                    | 11,8%                                                    |
| Виробництво                                              | Виробництво                                              |                                                          | 2,8%                                                     | 2,8%                                                     |

## Клімат
Середня річна температура становить 3,2°C, середня максимальна – 23,8°C, а середня мінімальна – -23,2°C. Середня річна кількість опадів – 487 мм.
| Клімат поселення                              | Клімат поселення | Клімат поселення | Клімат поселення | Клімат поселення | Клімат поселення | Клімат поселення | Клімат поселення | Клімат поселення | Клімат поселення | Клімат поселення | Клімат поселення | Клімат поселення | Клімат поселення |
| Показник                                      | Січ.             | Лют.             | Бер.             | Квіт.            | Трав.            | Черв.            | Лип.             | Серп.            | Вер.             | Жовт.            | Лист.            | Груд.            |                  |
| Середній максимум, °C                         | −9,64            | −5,41            | 1,36             | 10,82            | 18,51            | 23,58            | 23,82            | 23,17            | 17,69            | 10,50            | 0,48             | −7,89            |                  |
| Середня температура, °C                       | −16,4            | −12,17           | −5,4             | 4,06             | 11,76            | 16,82            | 19,04            | 18,40            | 12,92            | 5,73             | −4,29            | −12,7            |                  |
| Середній мінімум, °C                          | −23,16           | −18,93           | −12,16           | −2,72            | 5,00             | 10,06            | 14,30            | 13,63            | 8,13             | 0,97             | −9,06            | −17,44           |                  |
| Норма опадів, мм                              | 19               | 16               | 22               | 26               | 60               | 83               | 77               | 61               | 42               | 36               | 24               | 21               |                  |
| Середньомісячна швидкість вітру, м/с          | 4.42             | 4.40             | 4.50             | 4.70             | 4.80             | 4.22             | 3.70             | 3.80             | 4.20             | 4.50             | 4.40             | 4.40             |                  |
| Середньомісячна сонячна радіація, кДж/м²·день | 4260             | 7596             | 12834            | 17149            | 20276            | 21512            | 22355            | 19058            | 13428            | 8260             | 4418             | 3341             |                  |
| --------------------------------------------- | ---------------- | ---------------- | ---------------- | ---------------- | ---------------- | ---------------- | ---------------- | ---------------- | ---------------- | ---------------- | ---------------- | ---------------- | ---------------- |
| Джерело:                                      |                  |                  |                  |                  |                  |                  |                  |                  |                  |                  |                  |                  |                  |